# ЗАЗ-965
ЗАЗ-965 — советский микролитражный автомобиль, выпускавшийся с 1960 по 1963 год. 965А — модификация с двигателем мощностью 27 л. с., а позднее 30 л. с., выпускавшаяся с ноября 1962 по 1969 год. Всего было выпущено 322 166 автомобилей всех модификаций.

## История создания
Во второй половине 1950-х годов уровень жизни населения СССР стал быстро расти: увеличивались доходы, началось массовое строительство жилья, значительно расширились ассортимент и объёмы выпуска товаров народного потребления. Между тем основным видом индивидуального транспорта в стране оставался двухколёсный — личные автомобили имели очень небольшое распространение по сравнению с Западной Европой, где в то время уже начиналась массовая автомобилизация. На этом фоне встал вопрос о массовом выпуске компактного и доступного автомобиля для продажи в личное пользование — лёгкого, рассчитанного на двух-четырёх человек, недорогого, простого в производстве, удобного и экономичного в эксплуатации.
Бывшая из серийных советских «легковушек» наиболее близкой к приведённой выше характеристике модель — Москвич-401 — к тому времени успела основательно устареть, а в 1956 году была снята с производства. Следующая модель МЗМА — Москвич-402 — оказалась ощутимо крупнее, мощнее и комфортабельнее своего предшественника, но при этом и существенно дороже (розничная цена — 15 000 рублей, против 9000 у М-401; появившийся несколько лет спустя М-407 стоил уже 25 000 рублей). Кроме того, достижения автомобилестроения тех лет позволяли сделать автомобиль с сопоставимыми со старой моделью «Москвича» вместимостью и динамическими качествами намного более компактным, лёгким и рациональным.
В соответствии с этим в перспективный типаж легковых автомобилей, запланированных для освоения в период 1959—1965 годов, органами государственного экономического планирования был внесён тип четырёхместного микролитражного автомобиля «сухой» массой около 600 кг и с двигателем мощностью 20—25 л. с. Он должен был иметь современную и рациональную конструкцию, быть удобным для массового производства, рассчитан на достаточно длительную эксплуатацию в отечественных условиях и обслуживание главным образом силами самого владельца. Работы по проектированию автомобиля осуществлялись МЗМА («Москвич») совместно с автомобильным институтом НАМИ.
Изучение опыта мирового автомобилестроения уже на тот момент позволяло прийти ко вполне однозначному выводу: микролитражка не может быть просто уменьшенной копией своих «больших собратьев». Необходимо напомнить, что в то время большинство автомобилей имело двигатель спереди и задний ведущий мост — так называемая «классическая компоновка». Однако для машины размером с будущий 965 она была явно нерациональна, так как ограничивала полезное пространство салона, увеличивала габаритную высоту, себестоимость и массу автомобиля из-за наличия проходящего под полом кузова карданного вала. Все попытки выпуска автомобилей «классической» компоновки в «особо малом» классе неизбежно заканчивались появлением на свет высоких, тяжёлых, маловместительных и довольно неуклюжих внешне конструкций. Избавиться от этих недостатков можно было, сблокировав двигатель и трансмиссию в единый агрегат и разместив его непосредственно у ведущих колёс — передних либо задних.
От привода на переднюю ось разработчики также отказались: принятые в те годы компоновочные схемы переднеприводных автомобилей предполагали либо размещение двигателя за передней осью, продольно или поперечно (довоенные DKW, Citroën TA и DS, Renault 4) — в результате чего из-за недостаточной сцепной массы на ведущих колёсах не обеспечивались приемлемые для отечественных условий эксплуатации тягово-сцепные качества и проходимость, либо его продольное расположение в переднем свесе кузова (послевоенные DKW и Wartburg, Citroën 2CV, Panhard, Lloyd, Saab 93 и другие) — что приводило к созданию сравнительно длинных и тяжёлых автомобилей с довольно большим передним свесом. Кроме того, он был непривычен для производственников и автомобилистов, требовал освоения сложных и дорогих в изготовлении компактных шарниров равных угловых скоростей. Переднеприводные автомобили имели в те годы относительно небольшое распространение, причём только в Западной Европе с характерными для неё хорошими дорогами. Бо́льшая же часть микролитражных автомобилей строилась на основе заднемоторной компоновки, недостатки которой при характерных для микролитражек тех лет скоростях проявлялись лишь в малой степени. Именно на ней решили остановиться и создатели отечественного микроавтомобиля.
Созданию 965 предшествовала разработка целого ряда прототипов, разработка и постройка которых дали возможность определиться с требованиями к автомобилю этого класса, отработать отдельные элементы конструкции и дизайна — здесь можно назвать такие разработки, как «Белка» ИМЗ-НАМИ-А50 1955 года (вагонная компоновка) и разработанные на протяжении 1957—1958 годов НАМИ-031 (купе с торсионной передней подвеской), НАМИ-048 (вагонная компоновка), НАМИ-049 (прототип лёгкого вездехода) и НАМИ-059 (стеклопластиковый кузов). Например, осенью 1955 года был построен опытный экземпляр очень самобытной «Белки» НАМИ-050 вагонной компоновки (автор концепции — Юрий Долматовский), имевшей длину чуть более 3,3 метра, заднее расположение силового агрегата, достаточно просторный салон (правда, за счёт практически отсутствовавшего багажника) и переднюю часть кузова, выполненную в виде остеклённого колпака, откидывающегося вперёд-вниз для посадки на передние сиденья. Существовал и «сельский» вариант с упрощённым открытым кузовом (дизайнер Эдуард Молчанов).
Однако «Белка» была ещё очень «сырой», причём целый ряд её недостатков носил неустранимый характер — в первую очередь проблемы с герметичностью салона из-за откидного передка кузова, а также слабый и недолговечный мотоциклетный двигатель (на базе ИМЗ-М-72). Довести её до уровня полноценного серийного автомобиля, с соответствующими надёжностью и отработанностью конструкции, так и не удалось. К тому же, хотя в те годы об этом вопросе ещё серьёзно не задумывались, но пассивная безопасность автомобиля такой схемы также была бы очень низка (сам Долматовский считал данную проблему малосущественной, полагая, что снижение пассивной безопасности будет компенсироваться высокой активной безопасностью, обусловленной хорошей обзорностью с места водителя и лёгким управлением микролитражкой; эти аргументы даже в те годы убеждали далеко не всех). Остальные прототипы также были по сути экспериментальными образцами, призванными «нащупать» путь для дальнейших работ (например, на НАМИ-031 прорабатывалась конструкция торсионной передней подвески).
Главное же — стало ясно, что микролитражный автомобиль будет принципиально отличаться от уже освоенных в производстве моделей не только по конструктивным решениям, но и по технологии производства, в первую очередь самой сложной в изготовлении, наиболее дорогостоящей и трудоёмкой детали — несущего кузова. Выпускавшиеся на тот момент советские легковые автомобили с несущим кузовом имели кузова так называемого скелетного типа, сваривавшиеся из большого количества панелей и накладных усилителей, с установленной в передней части отдельной подмоторной рамой (подрамником) и навесным оперением, не играющим существенной роли в обеспечении жёсткости кузова. Так, в процессе сборки корпуса кузова «Волги» ГАЗ-21 раннего выпуска (до 1961 года) он последовательно перемещался между четырьмя сварочными кондукторами, в которых осуществлялось сваривание нескольких десятков отдельных деталей (одна только боковина кузова сваривалась из пяти частей — передней, задней и центральной стоек, порога пола и рейки крыши, швы между которыми вручную облуживались припоем), после чего к нему болтами крепились рама и оперение. Будучи пригодной для автомобилей более высоких классов со сравнительно небольшими масштабами выпуска, такая технология изготовления кузова категорически не годилась для микролитражки, рассчитанной на массовый выпуск с низкой себестоимостью каждого экземпляра, которая при таком подходе получилась бы излишне тяжёлой и трудоёмкой в производстве из-за большого объёма операций по сборке, многие из которых выполнялись вручную и требовали взаимных подгонок деталей. Здесь были необходимы новые, оригинальные и высокоэффективные решения не только в конструкции, но и в области технологии производства. Для советской промышленности тех лет же создание «с нуля» и в приемлемые сроки технологического оформления для такого принципиально нового промышленного образца было бы весьма непростой задачей — сказывалось не только отсутствие опыта выпуска микроавтомобилей, но и общее отставание от уровня передовых промышленных стран.
К этому добавлялись и соображения экономического характера: обеспечить низкую себестоимость микролитражки с достаточно сложной по меркам тех лет конструкцией можно было только за счёт хорошей отработанности и высокой эффективности производственного процесса — в противном случае будущая советская микролитражка рисковала повторить судьбу многих иностранных, которые из-за мизерных масштабов выпуска и сопутствующей им высокой себестоимости не оправдывали возложенных на них их создателями надежд, или первого советского проекта малолитражного автомобиля, созданного в 1920-х годах НАМИ-1, который при в целом вполне удачной конструкции так и не получил развития опять же ввиду высокой себестоимости и невозможности в тогдашних условиях наладить мало-мальски массовое производство. При этом не могло быть и речи о закупке за рубежом готовой конструкции автомобиля вместе с отработанной технологией его выпуска (как это впоследствии было сделано с ВАЗ-2101) либо заказе иностранной фирме технологического оформления для существующего отечественного образца (как в случае с ВАЗ-2108) — СССР конца 1950-х годов, всё ещё оправлявшемуся от ущерба, нанесённого войной, и ещё не ставшему заметным экспортёром нефти, подобные покупки на международном рынке были попросту «не по карману» из-за отсутствия достаточного объёма свободных средств в валютных фондах.
Именно наличие подобных соображений, а не отсутствие собственных оригинальных идей в области компоновки, конструкции или дизайна, вынудило создателей автомобиля обратиться к изучению иностранных аналогов, причём основном внимание обращалось именно на вопросы технологического характера.
В тот же период активно испытывались имевшиеся в распоряжении НАМИ микроавтомобили иностранного производства — Bond Minicar (трёхколёсный, с несущим каркасно-панельным алюминиевым кузовом), Isetta (трёхколёсный, с облегчённой трубчатой рамой), Fuldamobil (трёхколёсный, со стеклопластиковым кузовом и облегчённой трубчатой рамой), Lloyd 600 (с цельнометаллическим каркасно-панельным кузовом), Goggomobil T300 (с несущим основанием), Zündapp Janus (с цельнометаллическим несущим кузовом, имеющим облегчённый каркас из накладных усилителей) и другие. В большинстве случаев результаты испытаний иностранных моделей оказывались разочаровывающими — хрупкость конструкции кузова и подвески, низкие тяговые качества и другие конструктивные недостатки делали их совершенно непригодными для длительной эксплуатации в отечественных условиях. Тем не менее, их изучение в сочетании с собственными опытно-конструкторскими работами позволили существенно уточнить образ будущей советской микролитражки.
В частности, наиболее целесообразным из всех рассмотренных вариантов с точки зрения технико-экономических качеств и технологии производства был признан облегчённый цельнометаллический несущий кузов оболочкового типа, сваренный из минимального количества крупногабаритных панелей — по типу итальянского Fiat 600 и французского Renault Dauphine. Впоследствии Fiat 600, очень высоко оценённый специалистами НАМИ в отношении конструкции и технологии изготовления кузова, был взят непосредственно за образец при проектировании новой модели. Этот автомобиль отличался крайне рациональной компоновкой при сохранении привычных для тех лет внешнего вида и планировки салона, а также — удачной и прогрессивной по меркам своего времени, хорошо приспособленной к условиям массового производства конструкцией кузова, у которого роль лонжеронов играли усиленные брызговики крыльев, а панель пола была низко «подвешена» между коробами порогов, что позволило увеличить объём салона без излишнего увеличения габаритной высоты.
Между тем советские конструкторы подошли к конструкции итальянского прототипа вполне творчески. От него были сохранены лишь общая компоновка автомобиля и конструкция несущей системы кузова, а также — характер технологического членения и взаимного сопряжения кузовных панелей, что позволило отчасти воспользоваться удачными технологическими наработками итальянцев (так, боковина кузова с проёмом двери и задним крылом представляла собой единую цельноштампованную деталь). Несмотря на то, что конструкция и технология производства кузова в значительной степени определяли его форму, создатели советской микролитражки постарались максимально «развести» её внешность с итальянским прообразом, создав для неё, насколько это было возможно в заданных технологических рамках, оригинальное стилистическое оформление. Так, вместо характерного для «Фиата» двухобъёмного кузова типа «фастбэк» с покатой крышей и выштамповками на боковине, имитирующими отдельные крылья, был применён трёхобъёмный кузов типа «двухдверный седан» с плоской боковиной, чётко выделенным объёмом багажника, характерным «горбом» выступающего моторного отсека и большим задним стеклом, унифицированным с лобовым. Конструкция проёмов дверей, как одной из наиболее сложных с технологической точки зрения частей кузова, перекочевала с итальянского автомобиля практически без изменений, соответственно — двери остались навешенными на задние петли, что создавало возможность для возникновения опасной ситуации при случайном открытии дверцы на ходу, но при этом обеспечивало более удобную посадку в салон — весьма важная характеристика с учётом того, что уже на этом этапе предполагался выпуск инвалидных модификаций автомобиля. Зато стёкла дверей из раздвижных стали более удобными опускными с поворотными форточками для бесквозняковой приточной вентиляции — впоследствии опускные стёкла были введены и на самом «Фиате», но без форточек, которые появились только после перехода на передние петли дверей.
Следующая модель завода — ЗАЗ-966 / 968 — при весьма отличающемся внешнем виде и значительном изменении конструкции в целом сохранила технологическую преемственность с 965-й моделью.
Существенной реконструкции было подвергнуто и шасси автомобиля. В ходовой части вместо фиатовской передней подвески на поперечной рессоре, оказавшейся неприемлемо хрупкой и короткоходной для отечественных дорожных условий (динамический ход — всего 40 мм), была применена подвеска на двойных продольных рычагах с двумя поперечными торсионами в качестве упругих элементов (компоновкой похожая на подвеску «Фольксвагена», но совершенно самостоятельная по конструкции и использующая пластинчатые, а не стержневые, как у последнего, торсионы), что позволило вынести вперёд балку подвески, а вместе с ней — и педальный узел, который расположился на том месте, где у «Фиата» находилась поперечная рессора, изменив компоновку автомобиля в пользу увеличения полезного пространства салона. Также была предусмотрена установка рассчитанных на дороги худшего качества увеличенных 13-дюймовых колёс с достаточно высоким профилем шин, для чего потребовалось увеличить колёсные ниши и внести изменения в компоновку автомобиля.
В результате принятых мер типичная европейская чисто городская микролитражка превратилась в автомобиль, вполне пригодный для эксплуатации на неблагоустроенных дорогах, и даже — кратковременно — за их пределами. Двигатель был полностью отечественной разработки, в то время, как трансмиссия, включая рычажное сцепление с нетипичным для советских автомобилей тех лет тросовым приводом и четырёхступенчатую коробку передач, сблокированную с главной передачей, практически повторяли «Фиат» (коробка передач полностью своей разработки появилась только на ЗАЗ-966 с мотором 40 л. с., она была разработана на базе КПП автомобилей ЛуАЗ, более крепкой и имевшей синхронизаторы на всех передачах переднего хода).
Первые образцы получили обозначение «Москвич-444», позднее обозначение сменили на «Москвич-560». Между тем уже тогда было ясно, что конвейер самого МЗМА полностью загружен, и резервов для освоения в производстве микролитражки у завода не имелось. Поэтому для выпуска автомобиля было решено реконструировать завод «Коммунар» в городе Запорожье (УССР), ранее занимавшийся выпуском комбайнов и прочей сельхозтехники, а под изготовление двигателя — завод лёгких дизелей в Мелитополе.
Проектированию силового агрегата будущего микролитражного автомобиля уделялось особое внимание, поскольку именно он в решающей степени должен был определить его технические и эксплуатационные качества. Изначально выбор типажа двигателя осуществлялся в соответствии с практикой иностранного автомобилестроения, в которой на 1 кг массы автомобиля данного класса в те годы приходилось порядка 1 см³ рабочего объёма. Соответственно, изначально предусматривалась комплектация автомобиля 650-кубовым двигателем мотоциклетного типа модели МД-65 — оппозитным двухцилиндровым, напоминающим мотоциклетные марок «Урал» и «Днепр». Однако на практике быстро выяснилось, что применение форсированного двухцилиндрового двигателя на четырёхместном автомобиле нецелесообразно — в условиях работы с перегрузкой он имел мизерный ресурс, не более 30 тыс. км до капремонта, а его моментная кривая сильно затрудняла движение по грунтовым дорогам, вынуждая водителя постоянно поддерживать высокие обороты и часто переходить на пониженные передачи. Кроме того, глубокий картер МД-65 вынудил применить на заднем мосту колёсные редукторы, увеличивавшие дорожный просвет, но усложнявшие конструкцию автомобиля и увеличивавшие его массу.
Поэтому было принято решение применить на советском микроавтомобиле сравнительно малофорсированный мотор рабочим объёмом порядка 750 см³ (с возможностью дальнейшего наращивания до 900 см³) с низкой средней скоростью поршня, который при той же мощности имел бы более выгодную скоростную характеристику (зависимость мощности и крутящего момента от оборотов) и значительно больший ресурс. А поскольку для двухцилиндрового двигателя такой рабочий объём невыгоден с термодинамической точки зрения, в конечном итоге был принят четырёхцилиндровый вариант, на тот момент — всё ещё с оппозитной компоновкой.
Впоследствии в НАМИ были созданы два опытных образца оппозитных четырёхцилиндровых двигателей, испытавших определённое влияние со стороны силовых агрегатов «Жука» и Citroën 2CV. Как временное решение в 1958 году на прототип «444-БКР» (БКР — «без колёсных редукторов») был установлен иностранный серийный двигатель от BMW 600 — также оппозитный, но двухцилиндровый, у которого картер имел меньшую, чем у МД-65, глубину.
К 1959 году были готовы двигатели конструкции НАМИ, но первый из них (965Г — сохранивший оппозитную компоновку) был признан непригодным — расположенный снизу распредвал и находящиеся в непосредственной близости от брызговиков задних колёс головки блока критически затрудняли текущее обслуживание и ремонт силового агрегата без его снятия с автомобиля, включая такую распространённую операцию, как регулировка клапанного зазора. Кроме того, сам мотор оказался слишком большим по габаритам, причём отведённое для него пространство использовалось нерационально — при такой компоновке двигателя более половины площади его поперечного сечения приходилось на массивную «воздуходувку» системы охлаждения. Второй мотор (965В), более оригинальный — V-образный, 746-кубовый, с расположением распредвала в развале блока — был признан удачным и взят за образец при дальнейшем проектировании. Оба мотора имели воздушное охлаждение, которое в тогдашних условиях (фактическое отсутствие в широкой продаже антифризов, ориентация на обслуживание и ремонт автомобиля собственными силами владельца) виделось весьма практичным ввиду небольшой массы (дополнительно сниженной применением в конструкции мотора лёгких магниевых и алюминиевых сплавов), съёмных цилиндров и отсутствия риска замерзания воды при зимней стоянке.
Дополнительным преимуществом двигателя воздушного охлаждения было то, что его было легче адаптировать к установке в герметичный моторный отсек лёгкого транспортёра-амфибии ТПК, работы над которой велись параллельно и конструкторы которой, ранее столь же безуспешно экспериментировавшие с ирбитским МД-65, проявляли к работам по новому силовому агрегату большой интерес. В конечном итоге, ЗАЗ и военную амфибию унифицировали по силовому агрегату, который имел рабочий объём изначально 746, а позднее 877 кубов (с возможностью дальнейшего наращивания) и отличался в военной (МеМЗ-967) и гражданской (МеМЗ-965) версиях лишь отдельными деталями. Целый ряд технических решений в конструкции двигателя 965 (расположенный сзади масляный радиатор, высокое расположение трамблера, облегченный картер из алюминиево-магниевого сплава со съёмными цилиндрами) были напрямую продиктованы именно требованиями военных. Трансмиссия также имела немало общих технических решений и даже общих деталей. Позднее производные от двигателя и трансмиссии амфибии использовалась и на ЛуАЗ-969 с модификациями, которые часто ошибочно описывают как «выполненные на базе 965».
При этом на ТПК двигатель должен был располагаться спереди маховиком назад, а у 965 — сзади маховиком вперёд, но системы охлаждения автомобилей работали в целом идентично: свежий воздух забирался внутрь моторного отсека через расположенные по бокам воздухоприёмные отверстия и засасывался расположенным в развале блока осевым вентилятором, прогоняясь через оребрённые рубашки охлаждения цилиндров и головок, а затем, пройдя через сам вентилятор, выбрасывался наружу. И если для ТПК такая система охлаждения оказалась вполне удачна, так как воздухозаборники были расположены по бокам носовой части автомобиля (расположить их спереди было нельзя ввиду соображений герметичности — в них забивала бы образующаяся при движении автомобиля на воде волна), в зонах сравнительно высокого давления обтекающего автомобиль воздуха, то на 965 её применение вызывало ощутимые проблемы с перегревом, бороться с которыми пришлось уже в ходе серийного выпуска (об этом см. ниже).
Шумность мотора военными также не нормировалась и, по сравнению с остальными советскими автомобилями, имевшими двигатели водяного охлаждения, была неудовлетворительна, хотя и вполне сравнима с другими массовыми «воздушниками».

## Цена
На момент своего появления в 1960 году 965 стоил 18 000
дореформенных рублей — впрочем, реально в том году была выпущена лишь небольшая партия автомобилей, в основном разошедшихся по заводам — смежникам ЗАЗа, первые же товарные автомобили пошли в продажу уже после денежной реформы, по цене 1 800 руб. По легенде, цена определялась как совокупная стоимость 1 000 бутылок водки (по 1,80 руб.). Со средней заработной платой в СССР начала 1960-х годов эта величина соотносилась примерно как 20:1, то есть 965 можно было купить примерно за 20 средних размеров заработных плат по стране.
Современная цена ЗАЗ-965 на вторичном рынке очень сильно разнится в зависимости от продавца и сохранности автомобиля, составляя от нескольких тысяч рублей до нескольких тысяч долларов.

## Модификации
- 965/965А — стандартная модификация
- 965Э/965АЭ «Ялта» — экспортная модификация, отличалась боковыми наклонными молдингами, улучшенной отделкой салона, усиленной шумоизоляцией, а также пепельницей и наружным зеркалом заднего вида с левой стороны. Также на автомобили 965Э/965АЭ «Ялта» дилеры самостоятельно устанавливали радиоприёмник. Импорт осуществлялся через финскую компанию Konela (под названием «Jalta») и бельгийскую Scaldia (под названием «Yalta»).
- 965Б/965АБ — модификация, предназначенная для инвалидов с повреждёнными ногами и здоровыми руками.
- 965Р/965АР — модификация, предназначенная для инвалидов, имеющих одну здоровую руку и одну здоровую ногу.
- 965С/965АС — почтовый фургон для сбора писем с правым расположением руля. Автомобиль имел видоизменённые воздухозаборники системы охлаждения. Задние боковые стёкла были заменены металлическими филёнками.
- Пикап для внутризаводского использования, не имел собственного индекса. Изготавливался из бракованных кузовов серийных машин.

## Конструкция
Машина приводилась в движение мотором редкой конфигурации V4 с рабочим объёмом 746 см³ (модель МеМЗ-965), воздушного охлаждения, с распредвалом в развале блока между головками цилиндров. Внутри распредвала разместили балансирный вал, снижавший продольную раскачку мотора от несбалансированного коленвала схемы V4. Расположение двигателя — за задней осью. Частично использовался алюминиевый сплав, картер был из магниевого сплава. Мощность — 23 л. с.
Оригинальной особенностью автомобиля было консольное вывешивание силового агрегата за три точки на картере трансмиссии — двигатель же сам по себе никаких опор или точек крепления к кузову не имел.
На модели ЗАЗ-965А в 1962—1965 годах устанавливался двигатель МеМЗ-966 с увеличенным рабочим объёмом до 887 см³, развивавший 27 л. с., а в 1966—1969 годах — МеМЗ-966А с тем же рабочим объёмом, но уже в 30 л. с.
Базовая модель изготавливалась в период с 1960 по 1964 годы, а модернизированный ЗАЗ-965А — с 1962 по 1969. На начало продаж цена для населения составляла 18 000 рублей в старом масштабе цен (до деноминации 1:10, проведённой в 1961 году).
Так как предполагалось, что советским автовладельцам придётся обслуживать автомобиль самостоятельно, воздушное охлаждение оценивалось положительно и виделось весьма практичным, в особенности в суровых зимних условиях (при низких температурах нет риска замерзания охлаждающей жидкости на стоянке, пуск не требует заливки в систему охлаждения горячей воды, быстрее прогрев). Кроме того, малая масса силового агрегата, его простота и разборная конструкция (съёмные цилиндры) позволяли отремонтировать автомобиль практически «в чистом поле».
Тем не менее, в целом и общем двигатель оказался одним из главных недостатков автомобиля: его ресурс был сравнительно невелик из-за напряжённого температурного режима, тонкие стенки блока, воздушное охлаждение и короткий глушитель вели к значительно повышенному уровню шумности, а вызванный к жизни отсутствием жидкостной системы охлаждения отдельный бензиновый отопитель отличался невысокой надёжностью, при нерегулярном обслуживании — даже пожароопасностью (недостатки, характерные и для многих других автомобилей с похожими техническими решениями). Именно по указанным причинам большинство производителей легковых автомобилей со временем отказались от «воздушников», несмотря на все их преимущества.
Так как имевшиеся на тот момент в СССР моторные масла для карбюраторных двигателей по своим характеристикам не подходили для мотора 965, инструкцией по эксплуатации предписывалось использование дизельных масел — Дп-11 с присадкой ЦИАТИМ-339 летом и Д-8 селективной очистки с присадкой ВНИИ-НП-360 или 361 зимой. Полнопоточная масляная центрифуга центробежного типа была установлена на переднем конце коленчатого вала, причём её крышка одновременно являлась шкивом ременного привода осевого вентилятора системы воздушного охлаждения двигателя и генератора, который на 965 объединён с вентилятором. При техобслуживании водитель должен был снять клиновой ремень, а затем крышку центрифуги и очистить её изнутри — сменный фильтрующий элемент отсутствовал.
Система охлаждения двигателя ЗАЗ-965 работала таким образом, что воздух, поступающий в моторный отсек через воздухоприёмные отверстия расположенных по бокам кузова накладок с прорезями-жалюзи («жабры»), при помощи установленного позади двигателя вытяжного вентилятора прогонялся сначала через оребрённую рубашку охлаждения цилиндров и головок, после чего, нагретый, проходил через сам вентилятор и выбрасывался назад через решётку в крышке багажника, расположенную над номерным знаком (у более поздних машин — специальный «карман», расположенный прямо за номером). Данная схема отличалась от более типичной для автомобилей с таким охлаждением двигателя (воздух попадает внутрь моторного отсека через решётку или жалюзи, расположенные сразу за задним стеклом, нагнетается в рубашку охлаждения цилиндров и затем выбрасывается под автомобиль; впрочем, аналогичная ЗАЗ-965 система применялась также на таких автомобилях, как Tatra 603 и Porsche 911). Наиболее вероятно, что конструкторы посчитали такую конструкцию системы охлаждения более пригодной для эксплуатации в условиях грунтовых дорог: закрытый снизу моторный отсек позволял значительно снизить поступление к двигателю пыли, которая облепляла рёбра цилиндров и резко ухудшала их охлаждение, а выходящий через заднюю стенку кузова охлаждающий воздух не поднимал с дороги тучи пыли, как в случае с его выходом вниз; сыграла свою роль и унификация с ТПК, для которого выброс воздуха вниз был невозможен из-за герметичного кузова амфибии.
Так или иначе, для кузова такой формы, как у 965, эта система оказалась в целом неудовлетворительной: в жаркую погоду двигатель, не имеющий существенного запаса по охлаждению, порой перегревался, что особенно усугублялось в процессе его износа, когда оребрение цилиндров покрывалось слоем масла и прилипшей к нему всё равно поступавшей в моторный отсек пыли, образуя теплоизолирующую корку (необходимость счищать которую как минимум раз в сезон была прописана в инструкции по эксплуатации — что нередко не соблюдалось), а в результате износа коленчатого вала увеличивались утечки масла из коренных подшипников и оно хуже поступало в масляный радиатор. Кроме того, даже незначительные отклонения угла опережения зажигания от нормального значения приводили к сильному перегреву и потере мощности двигателя. В отличие от моторов водяного охлаждения, двигатель 965 при длительном перегреве не «кипел», однако его мощность и тяга резко падали, а ресурс — весьма значительно сокращался.
В наибольшей степени перегрев был характерен для ЗАЗ-965 самой ранней модели, выпускавшейся до начала 1962 года, на которой использовались установленные заподлицо с поверхностью кузова воздухоприёмные накладки с двумя рядами узких прорезей, не имевших выступающих «козырьков». После введения в 1962 году воздухоприёмной накладки новой конструкции, выдвинутой наружу относительно поверхности кузова и имеющей один ряд широких наклонных прорезей с «козырьками» вместо двух рядов узких, положение с охлаждением мотора было существенно улучшено, но проблема не была устранена полностью. Наряду с этим, владельцы 965 пытались в частном порядке улучшить охлаждение, удаляя часть перегородок «жабр» — что, впрочем, на практике давало обратный эффект: проблема была не в недостаточной пропускной способности воздухоприёмников из-за малого сечения прорезей, а в недостаточном перепаде между давлением воздуха внутри и снаружи моторного отсека, так что удаление установленных под углом перегородок «жабр» лишь окончательно прекращало ток воздуха через них. Существенно больший эффект давала замена «жабр» на воздухозаборники ковшового типа, создававшие достаточный подпор воздуха на входе в моторный отсек.
Впоследствии в ЦАГИ были проведены тщательные аэродинамические исследования натурного автомобиля, которые позволили окончательно выявить причину перегрева — оказалось, что дефектной была не конструкция решёток как таковых, а сама идея разместить их по бокам кузова, где в случае 965 были расположены зоны низкого давления обтекающего автомобиль воздуха. Этими же исследованиями было подтверждено отсутствие положительного эффекта от увеличения площади сечения прорезей «жабр» за счёт удаления перегородок.
В ходе проектирования следующей модели, ЗАЗ-966В, были проведены продувки различных вариантов макета будущего автомобиля в аэродинамической трубе с целью определения оптимальных расположения и формы воздухоприёмных отверстий. Опираясь на результаты исследований, конструкторы, сохранив общий характер потоков воздуха в системе охлаждения, дополнили её массивными воздухозаборниками-уловителями ковшового типа («уши»), также расположенными по бокам кузова, которые искусственно создавали повышенное давление (подпор) воздуха, необходимое для успешной работы системы охлаждения, что позволило достичь приемлемого температурного режима исправного двигателя при нормальной эксплуатации. Горячий воздух из вентилятора проходил через специальный кожух и выбрасывался через отверстия в задней стенке кузова. Однако большого запаса по охлаждению двигатель по-прежнему не имел, поэтому даже незначительные неисправности в какой-либо из его систем, а также износ, вызывали повышение температуры до верхнего предела или даже перегрев. Функционирующая таким образом система охлаждения использовалась на модификациях автомобилей семейств ЗАЗ-966 и 968 с 877-кубовым двигателем (кроме модификаций на базе 968М). Некоторыми владельцами аналогичное решение было применено и на серийных ЗАЗ-965, 965А.
На первых моделях 966 с 1,2-литровым мотором воздухозаборники по бокам кузова сохранялись, но направление потока охлаждающего воздуха было изменено на обратное — воздух, проходящий через «уши», также подавался в моторный отсек через расположенные в задних крыльях воздуховоды с регулировочными заслонками, но теперь сначала поступал в открыто расположенный вентилятор системы охлаждения, которым прогонялся через рубашку охлаждения двигателя и через кожухи охлаждения двигателя выходил вниз, под машину (а в режиме прогрева, при закрытых заслонках термостатов — поступал обратно в моторный отсек).
Наконец, на ЗАЗ-968М распределение потоков воздуха в системе охлаждения было полностью изменено — свежий воздух теперь забирался нагнетающим вентилятором через решётку в задней части крышки багажника, из зоны повышенного давления, а выходил по-прежнему вниз под двигатель через воздуховоды с термостатами. Кроме того, появилась небольшая дополнительная вентиляция моторного отсека за счёт поступления воздуха через ряд боковых «жабр» на правом заднем крыле и выхода через аналогичные «жабры» в левом заднем крыле. Новая конструкция системы охлаждения решила проблему с перегревом окончательно (породив, правда, новую — с засорением воздуховода системы охлаждения) — хотя температурный режим двигателя всё равно оставался напряжённым, как, впрочем, и у всех «воздушников».
На автомобилях ЛуАЗ, где аналогичный по конструкции двигатель работал с большей нагрузкой, но лучше обдувался набегающим потоком воздуха в силу переднемоторной компоновки, его перегрев наблюдался редко.
Трансмиссия автомобиля была выполнена в виде объединённого с двигателем компактного блока (трансэксла), включающего сцепление, четырёхступенчатую двухвальную коробку передач и расположенную между ней и сцепением главную передачу. По конструкции и компоновке она была близка к «фиатовской», но выполнена с использованием принятых в советском автомобилестроении материалов. Привод сцепления — тросовый. Синхронизаторы имелись на II—IV передачах. В отличие от остальных моделей советских легковых автомобилей тех лет, 965 имел напольный рычаг переключения передач, а не привычный тогдашним водителям расположенный на рулевой колонке, и четыре передачи (вместо стандартных для того времени трёх).
Передняя подвеска была выполнена по типу Volkswagen Käfer и опытных разработок НАМИ конца 50-х годов — два расположенных один над другим поперечных торсиона, к концам которых крепились четыре продольных рычага, к которым, в свою очередь, при помощи шкворневого узла крепились поворотные кулаки передних колёс. Существенное отличие подвески 965 от Volkswagen Käfer в креплении верхней опоры амортизатора к кузову (у «Жука» амортизатор крепился к специальным кронштейнам на корпусе торсионов).
Задняя подвеска была, как и на итальянском прототипе, выполнена на двух А-образных рычагах с диагональной осью качания. Полностью разгруженные приводы колёс имели карданный шарнир у колеса, а со стороны дифференциала сухариковый шарнир, размещённый прямо внутри полуосевой шестерни. В процессе работы такой подвески в значительных пределах менялись колея, схождение и развал задних колёс, которые при ходе сжатия подвески становились «домиком», а при отбое «подламывались» под кузов. Но на такой малоскоростной машине, как 965, вызванное этим ухудшение управляемости было менее значимо по сравнению с экономической выгодой от применения простой и дешёвой подвески. При выборе также руководствовались преимуществами в проходимости, возникающими благодаря большой геометрической подвижности системы, прекрасно зарекомендовавшей себя на плохих дорогах. На более поздних моделях 966, 968 и 968М она была заменена более совершенной конструкцией с поперечной осью качания Ч-образных рычагов и аналогичными двумя шарнирами на каждом из приводов. Тормоза — барабанные. Колёса — бездисковые, облегчённой конструкции, с ободами посадочным диаметром 13" (впервые в СССР, в те годы даже Москвичи имели 15-дюймовые обода).